# Кульмеж
Кульмеж — деревня в Инсарском районе Мордовии в составе Русско-Паевского сельского поселения.

## География
Находится на расстоянии примерно 2 километра по прямой на запад-северо-запад от районного центра города Инсар.

## История
Упоминается с 1866 года как казенная деревня из 59 дворов.

## Население
| 1989 | 2002 | 2010 |
| ---- | ---- | ---- |
| 220  | ↘175 | ↘138 |

Постоянное население составляло 175 человека (русские 99 %) в 2002 году, 138 в 2010 году.